# 1849 en Grèce
Chronologie de la Grèce
- 1845
- 1846
- 1847
- 1848
- 1849
- 1850
- 1851
- 1852
- 1853

Cette page concerne les évènements survenus en 1849 en Grèce  :

## Naissance
- Sotírios Anárgyros (el), homme d'affaires grec et bienfaiteur national.
- Paul Argyriadès (el),  avocat, journaliste, socialiste et anarchiste penseur, actif en France.
- Panagiótis Chatzigákis (el), maire et personnalité politique.
- Spyrídon Deviázis (el), historien.
- Argýris Eftaliótis (d), poète et écrivain.
- Ioánnis Lazarímos (el), architecte.
- Polychrónis Lembésis (el), peintre.
- Emmanouíl Lykoúdis (el), écrivain.
- Andréas Martzókis (el), poète et écrivain.
- Périclès Pantazis, peintre et dessinateur.

## Décès
- Geórgios Androútsos (el), combattant de la guerre d'indépendance.
- Frangískos Karvelás (el), médecin et personnalité politique.
- Christódoulos Klonáris (el), professeur d'université et personnalité politique.
- Nikítas Stamatelópoulos, révolutionnaire et personnalité politique.
- Friedrich Osten (de), architecte, peintre, historien de l'architecture, professeur d'université et écrivain d'art allemand.
- Čučuk Stana (sr), poètesse serbe, haïdouk et figure historique de son pays, mariée au combattant grec Georgákis Olýmpios (el).
- Julius von Hößlin (de), banquier gréco-bavarois.